# Lynn Polson
Lynn Polson, coniugata Hamilton (St. Catharines, 19 aprile 1962), è un'ex cestista canadese.

## Carriera
Con il Canada ha disputato i Giochi olimpici di Los Angeles 1984 e i Campionati mondiali del 1986.